# 4497 Taguchi
4497 Taguchi è un asteroide della fascia principale. Scoperto nel 1989, presenta un'orbita caratterizzata da un semiasse maggiore pari a 2,4262509 UA e da un'eccentricità di 0,2687138, inclinata di 9,76009° rispetto all'eclittica.